# Ивановское (Псковская область)
Ивановское — деревня в Плюсском районе Псковской области, входит в состав сельского поселения Запольская волость.
Расположена на правом берегу реки Плюсса, в 2 км от автодороги Санкт-Петербург — Киев (М20), в 13 км к югу от райцентра посёлка городского типа Заплюсье, и в 4 км к югу от волостного центра Заполье. В 1 км севернее находится деревня Ивановск.
Численность населения деревни по оценке на конец 2000 года составляла 2 человека, по переписи 2002 года — 1 человек.